# 平錦芳次
平錦 芳次（ひらにしき よしじ、1890年（明治23年）9月12日 - 1980年（昭和55年）12月29日）は兵庫県飾東郡妻鹿村（現・姫路市飾磨区妻鹿）出身の大相撲力士。本名は勝間芳次。主に大阪相撲で活躍し最高位は大関。龍神事件で土俵を去った後土建業で成功した。

## 略歴
大阪相撲の藤嶋に入門、朝日潟 吉松の四股名で序二段まで上がるが1910年（明治43年）6月東京の八角部屋に移籍。幕下まで進み1914年（大正3年）1月播磨洋 乙右エ門（音右エ門）と改名。同年5月限りで大阪に戻り藤嶋部屋に復帰して四股名も朝日潟 音右エ門とした。
1916年（大正5年）6月入幕。翌1917年（大正6年）1月番付発表後に六ッヶ峰と改名しさらに6月場所には平錦 芳次と改めた。176cm98kgの体格で左四つ右上手を引けば強烈な上手投げがあり離れても突きあり叩きありと変化技を見せた。1918年（大正7年）1月関脇。1922年（大正11年）1月大関に上った。翌5月場所6日目まで土付かずと好調だったが場所中に問題を起こし破門された。
周囲のとりなしで復帰を許され1923年（大正12年）1月番付外大関格で9勝1敗の優勝同点の好成績を残すが5月場所直前に発生した龍神事件により廃業し角界を離れた。その後は姫路市に戻り土木建築業に従事し1933年（昭和8年）平錦組を設立、代表者となった。平錦組は1958年（昭和33年）平錦建設株式会社に改組し現在も平錦の親族が経営して営業を行なっている。平錦自身は1980年（昭和55年）12月29日に没。90歳の長寿を全うした。
幕内14場所　73勝43敗11分2預　優勝なし